# 张小磊
张小磊（1957年—），出生于浙江宁波，中国影视女演员。2000年，凭借电视剧《儿科医生》获第20届中国电视剧飞天奖优秀女演员。